# Småfranska

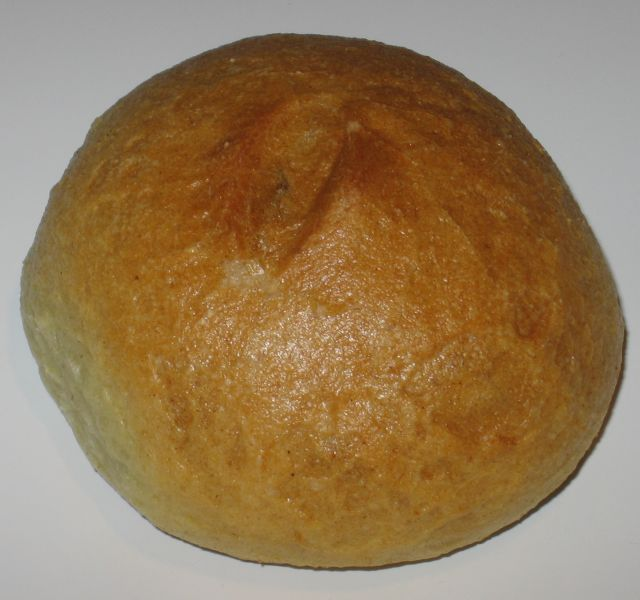
Småfranska

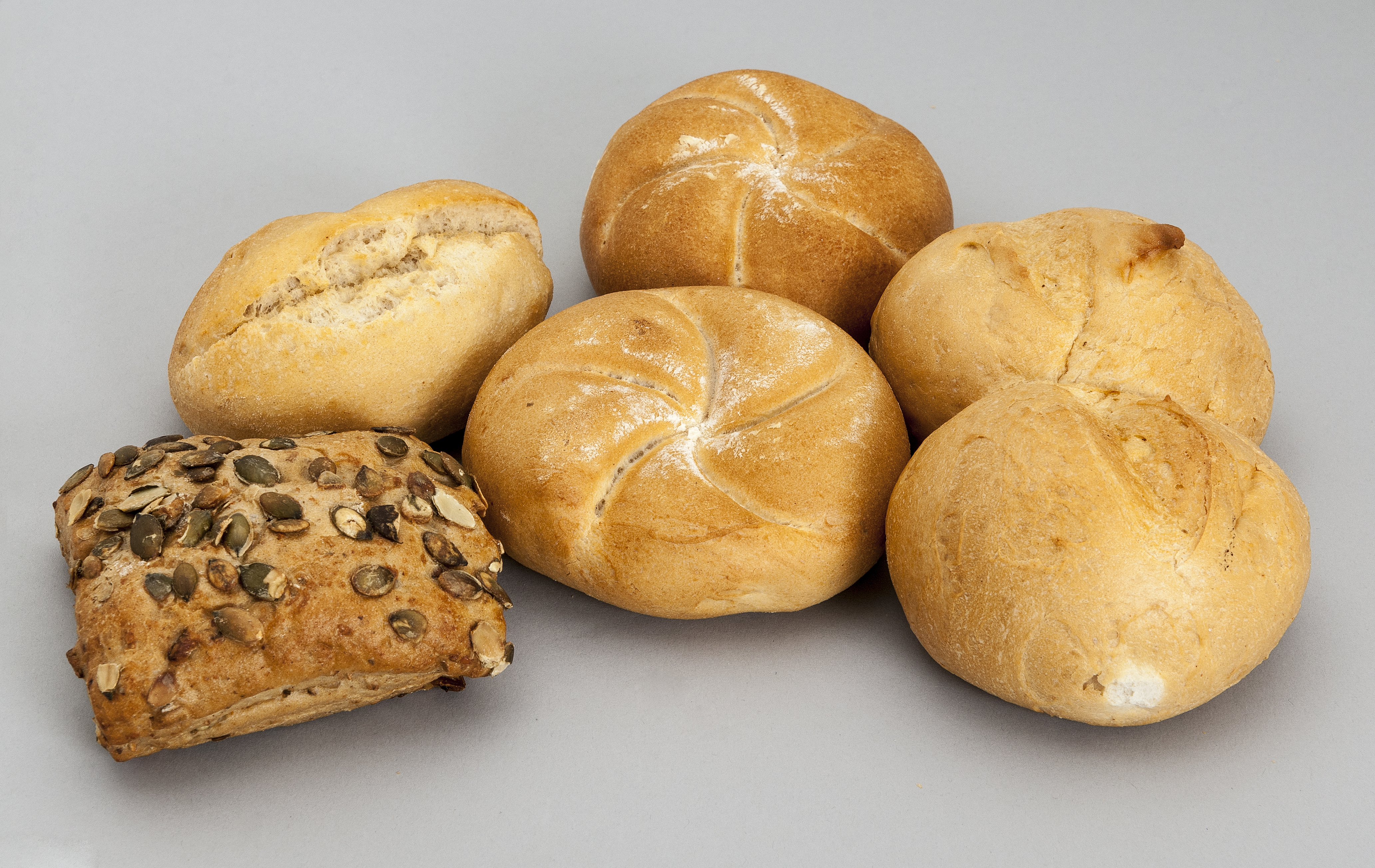

Småfranska eller fralla är ett mindre och ofta runt franskbröd. Liknande bröd i de svenskspråkiga delarna av Finland heter semla, men bakas med inslag av bland annat fullkornsmjöl. I Skåne kallas småfranska i regel för bulle eller franskbrödsbulle för att skilja från vanliga söta bullar. Regionalt i Sverige (bland annat i Göteborg) kallas den även rundstycke.